# Phép chia cho số 0

Hàm y = = 1 / x. Khi x tiếp cận 0 từ bên phải, y tiến đến dương vô cực. Khi x tiếp cận 0 từ bên trái, y tiến đến âm vô cực.

Trong toán học, phép chia cho số 0 là phép chia trong đó số chia (mẫu số) bằng không. Một phân chia như vậy có thể được biểu thị chính thức là a/0 trong đó a là số bị chia (tử số). Trong số học thông thường, biểu thức này không có nghĩa, vì không có số nào, khi nhân với 0, sẽ cho kết quả là a (với mọi giá trị a thuộc tập số thực, hiểu đơn giản là bất kỳ giá trị nào nhân với 0 cũng bằng 0), và do đó phép chia cho 0 là không xác định. Do bất kỳ số nào nhân với 0 đều cho kết quả là 0, khái niệm 0/0 cũng là không xác định; khi nó là hình thức của một giới hạn, nó là một hình thức không xác định. Trong lịch sử, một trong những tài liệu tham khảo được ghi nhận sớm nhất về tính không thể về mặt toán học của việc gán giá trị cho a/0 có trong lời phê bình của George Berkeley về phép tính vô hạn vào năm 1734 trong The Analyst ("bóng ma của số lượng rời đi").
Có các cấu trúc toán học trong đó a/0 được định nghĩa cho một số ví dụ như trong không gian Riemann và trục số thực mở rộng dự kiến; tuy nhiên, các cấu trúc như vậy không thể đáp ứng mọi quy tắc số học thông thường (trường đại số).
Trong điện toán, một lỗi chương trình có thể xuất phát từ nỗ lực chia cho số không. Tùy thuộc vào môi trường lập trình và loại số (ví dụ: dấu phẩy động, số nguyên) được chia cho 0, nó có thể tạo ra vô cực dương hoặc âm theo tiêu chuẩn dấu phẩy động IEEE 754, tạo ra mã lỗi, tạo thông báo lỗi, khiến chương trình bị lỗi chấm dứt, dẫn đến một giá trị đặc biệt không phải là số (NaN), treo máy thông qua vòng lặp vô hạn hoặc sự cố.

## Số học sơ cấp
Khi phép chia được giải thích ở cấp số học cơ bản, nó thường được coi là chia một tập hợp các đối tượng thành các phần bằng nhau. Ví dụ, xem xét có mười cái bánh và những cái bánh này sẽ được phân phối đều cho năm người trong một bàn. Mỗi người sẽ nhận được 10/5 = hai cái bánh. Tương tự như vậy, nếu có mười cái bánh, và chỉ có một người tại bàn, người đó sẽ nhận được 10/1 = 10 cái bánh.
Vậy, để chia cho số 0, số bánh mà mỗi người nhận được khi 10 cái bánh được phân bổ đều cho 0 người trong một bàn là bao nhiêu? Một số từ có thể được xác định chính xác trong câu hỏi để làm nổi bật vấn đề. Vấn đề với câu hỏi này là "khi nào". Không có cách nào để phân phối 10 cái bánh cho không ai cả. Vì thế 10/0, ít nhất là trong số học cơ bản, được cho là vô nghĩa, hoặc không xác định.